# Fodor Mihály László
Fodor Mihály László (Gyalár, 1917. január 4. – Vajdahunyad, 1968. április 8.) magyar ferences egyházi író.

## Élete, munkássága
1932-ben Medgyesen lépett be a ferences rendbe. Teológiai tanulmányokat Vajdahunyadon folytatott. 1940-ben Gyulafehérvárott szentelte pappá Márton Áron püspök. 1941-43 között Rómában tanult. A sport erkölcsiségéről szóló doktori értekezése 1947-ben jelent meg latin nyelven Kolozsvárt a Bonaventura nyomda betűivel Christiana Cultura corporis cum speciali respectu ad modernum sport c. alatt, "Natura et moralitas" alcímmel. A 142 lapnyi munka egy sok évszázados erdélyi latinitás XX. század közepi megnyilvánulása. Írásai a Ferences Nemzedék és a Szt Ferenc Hírnöke c. lapokban jelentek meg. A második világháború után a megpróbáltatások évei következtek, 1951-ben rendtársaival együtt Máriaradnára hurcolták, majd Dést jelölték ki számára kényszerlakhelynek. 1961-ben 6 évi börtönre ítélték hazaárulás vádjával, 1964-ben szabadult közkegyelemmel, haláláig Vajdahunyadon ápolták.